# Синъэйтайдо
Синъэйтайдо（親英体道）, или синватайдо (親和体道) — малоизвестный вид будо, особенно за пределами Японии. Он является религиозным видом кэмпо. Одной из причин закрытости вида, потому что Синъэйтайдо развивается в Оомото-кё в рамках боевых искусств Оомото — оомото-будо.
Создал это боевое искусство Нориаки Иноуэ (井上鑑昭), родившийся в 1902 году в префектуре Вакаяма. Он доводился племянником основателю айкидо Морихэю Уэсибе.
В начале 20-х годов, когда его дядя Уэсиба увлекся религией оомото, благодаря общению с Онисабуро Дэгути, сооснователем омото-кё, он пришел к идее, что будо должно основываться на синварёку — мистической силе притяжения (близости, дружелюбия) — близкое тому, что Уэсиба назвал айки (ай — соединение, притяжение, любовь, ки — энергия). Нориаки Иноуэ утверждал: «синварёку — реально существующая в космосе сила; благодаря её действию в космосе постоянно совершается рождение и созидание; люди должны взращивать в себе силу мужества при помощи добродетели силы, или силы-добродетели, рождающейся из подлинной сущности синварёку». Это его утверждение и легло в основу боевого искусства синватайдо.
Много позже, в одном интервью Нориаки Иноуэ сказал: «Наши движения совершенно иные. В Дайто-рю техника преподается как отдельные приемы: такой-то кадзё, такой-то кадзё и т. д. По моему же мнению, никаких кадзё нет. В действительности течение Ки беспрерывно. В этом едином, реальном существующем течении рождаются, изменяются, вырастают самые разные вещи. Поэтому я и сказал, что мне не нравится методика тренировки и техника Дайто-рю».
Но кое-какое все же влияние на синъэйтайдо оказала техника Дайто-рю Айки-дзюцу, в основном через Морихэя Уэсибу, в основе айкидо которого и лежит Дайто-рю его учителя Сокаку Такэды. Особенно это заметно в манере владения двумя большими мечами тати — секретного раздела школы мастера Такэды.
Синватайдо считается системой более высокого уровня, чем айкидо. При этом в техническом отношении она проще. В этой простоте видится особая сила, так как течение энергии синварёку (или «Ки») проще постичь именно через простые движения. Если в айкидо в техниках сначала идет экстенция ки (ки-но нагарэ), а потом переходят к болевым контролям (катамэ-вадза) или броскам (нагэ-вадза), то в синъэйтайдо, как заявлял Нориаки Иноуэ, можно проводить все технические действия, не прерывая течения потока Ки. К чему-то подобному пришел также и ученик Уэсибы Коити Кохэй, создавший Ки-айкидо.
В синъэйтайдо, большой технический арсенал атэми (удары), наносимых мягко, но на большой скорости. Сочетание предельной мягкости с высокой скоростью способно порождать колоссальную разрушительную мощь, так как напряжения мышц в силовом ударе блокирует поток Ки. Мягкость же порождает течение Ки без задержек и застоев, и способна породить большую разрушительную мощь. Близко по использованию атэми стоит стиль айкидо, практикуемый в оомото-будо секты Оомото-кё — он так и называется айкидо оомото-рю.
Кстати, среди учеников Иноуэ был один из величайших мастеров каратэ XX века Сигэру Эгами, ученик мастера Гитина Фунакоси. Став преемником у Фунакоси в отношении дальнейшего развития традиционного каратэ, Эгами творчески соединил каратэ с теорией и практикой энергии синварёку — и основал впоследствии стиль каратэ Сётокай. В этом стиле каратэ удары наносятся несиловым методом и используется кулак с выдающимся вперед согнутым средним пальцем — иппон-накадака-кэн.